# Милош Ј. Обреновић
Милош Јевремов Обреновић (Шабац, 13. (1) новембар 1829 — Београд, 20. (8) новембар 1860) био је отац краља Милана, официр у војсци Русије и Прусије, и ађутант на двору Кнежевине Влашке. Био је девето дете и други син Јеврема и Томаније Обреновић.
Отац му је био најмлађи рођени брат кнеза Милоша и господара Јована Обреновића, и у време његовог рођења је био управник шабачке нахије, док му је мајка била ћерка војводе Анте Богићевића. Пошто је Јевремова кућа била међу првима које су живеле европским стилом живота, Милош је стекао солидно образовање до своје 12. године, када га је стриц кнез Милош послао у војну школу у Русији. Због лошег здравља није ишао у Петроград, већ у Одесу. Када су Обреновићи збачени 1842, он је доста протестовао због тога што их руски цар Николај није заштитио, и изјављивао је да не жели више да тамо служи војску. После кратког боравка у Влашкој је завршавао војну школу у Бечу, да би касније приступио војсци Краљевине Прусије. Тамо је стекао репутацију доброг и борбеног војника, а међу његовим друговима из јединице су били и Јован Белимарковић и Ранко Алимпић.
Пруску војску је напустио око 1852, када се оженио Маријом Катарџи, чланицом румунске племићке породице. Из тог брака су имали ћерку Томанију, која је рано преминула, и Милана, будућег краља Србије. Око тог времена је Милош почео и да вара жену са љубавницама, и почео је да прилично троши и да се задужује. Његова супруга се убрзо по Милановом рођењу и развела од Милоша, и ушла је у јавну ванбрачну везу са кнезом Румуније Александром Кузом. Због природе везе Милоша и Марије су касније настале гласине да Милан није његов син, већ да му је прави отац или Куза или неки румунски војник, а у Србији је касније писано и да му је право име заправо Емил Разнован. Слободан Јовановић је у својој књизи Влада Милана Обреновића оспорио ту причу, наводећи да архив Краљевине Србије чува извештаје о Милановом образовању и васпитању у Паризу, а преко писама кнеза Милоша, Марије Обреновић и њене мајке, Милош Црњански је као новинар Времена додатно доказао да се Милан несумњиво звао Милан, а према тврдњама у писму Маријине мајке, она је била верна Милошу док су били у браку.
У Србију се вратио нешто након што је кнез Милош крајем 1858. поново одабран за кнеза, и почео је да ради на српској војсци и артиљерији. Средином 1860. се разболео скоро у исто време као и његов стриц Милош, и преминуо је нешто више од месец дана после кнеза, са 31 годином. Његов син је остао да живи са мајком на двору Александра Кузе. Убрзо након Милошеве смрти су настале расправе и препирке између његове и женине уже породице око тога ко је презадужио његово имање у Влашкој, и око тога ко ће се старати о малом Милану, који је тада имао 6 година. Обреновићи су као династија практично били сведени само на две особе: кнеза Михаила и Милана, па је пар година након Милошеве смрти Михаило размишљао да усвоји Петра Карађорђевића, да би касније ипак усвојио Милана.
Према новинару Драгославу Р. Петровићу из Правде, Милош је остао један од заборављених личности из српске историје јер је релативно кратко живео, а преминуо је у тренутку када се од њега могло доста очекивати у погледу војске, и примењивања знања стеченог током војне каријере и службе.

## Детињство
Родио се 13. (1) новембра 1829. године у Шапцу, у конаку свог оца. Сматрало се да је био шесто дете и први син Јеврема Обреновића и Томаније Обреновић, међутим према делу Родослови српских династија које су писали Андрија Веселиновић и Радош Љушић, Милош је у ствари девето дете и други син. Старији брат Никола је рођен 29. (17) новембра 1824 у Шапцу, и преминуо је нешто више од недељу дана после рођења. Отац му је најмлађи рођени брат кнеза Милоша Обреновића, а мајка ћерка војводе Анте Богићевића. У то време су Милошев отац и стриц Јован Обреновић били послати од стране кнеза Милоша да управљају рудничко-шабачком нахијом. Пошто је био први син кога је добио неко од браће кнеза Милоша, а да је преживео рано детињство, после рано преминулог Обрена којег је добио Јован, добио је име Милош. Од блиске родбине је имао 5 рођених сестара: близнакиње Јелену и Симеону, Анку, Јекатерину и Стану.
Поводом његовог рођења, Вук Караџић је његовом оцу Јеврему 30. (18) децембра 1829 из Земуна написао поруку, у којој честита Божић и остале празнике њему и породици, а за сина је додао:
За разлику од браће Милоша и Јована, Јеврем је завршио нешто школе, а међу првима је почео да живи у западноевропском стилу, па су у складу с тим и његове ћерке добијале неко образовање и имале гувернанте. Милош је до дванаесте године одрастао у очевој кући где је живео попут младог аристократе, што је подразумевало и учитеље, професоре и гувернанту. За време распуста од школе је у Пожаревцу посећивао браћу од стрица Милана и Михаила.

## Образовање и војна служба у Русији (1839—1842)
Када је имао непуних 13 година, његов стриц кнез Милош је преузео на себе његово даље образовање, и послао га је 1839. у Пажевски корпус у Петрограду где је провео 2 године. Поред њега, кнез Милош је о свом трошку послао још неколико српских дечака. С обзиром на здравствене проблеме, Милош Јевремов је уместо у Петроград остао у Одеси где је провео две године, након чега је отишао у Кијев.
У међувремену су Обреновићи збачени са власти 1842, и на чело Србије су дошли Уставобранитељи и кнез Александар Карађорђевић. Милош је током тог периода изјавио Шта ћу ја у Русији која само гледа како српски народ живи на мукама? и није желео да настави образовање тамо. Поред тога је и наводно рекао да ће опет видети Русију само кад буде могао уздигнуте главе да стане пред руским царом. Стриц Милош га је позвао назад у Румунију, после чега је његов братанац преко Јашија отишао у Букурешт, где је једно време живео са својом сестром Анком, која се у међувремену удала за Александра Константиновића, и сестре од тетке Катарине Богићевић.

## Живот у Аустрији (1842—1847)
Осим код Анке, Милош је једно време и живео код свог бившег зета Јована (Јанићија) Германа, који је био ожењен његовом старијом сестром Симком Обреновић до њене смрти 1837. у Београду. Годину дана касније, 1843, отишао је код стрица Јована у Нови Сад, пошто му је стрина кнегиња Љубица преминула. Убрзо је отишао у Пешту код оца и мајке, јер му је сестра Јелка била на самрти. У Пешти је учио све до 1845, када га је стриц кнез Милош као спремног за универзитетско образовање позвао код себе у Беч. После две године и положених семестралних испита, кнез Милош га је 1847. послао у војну школу у Берлину код краља Прусије Фридриха Вилхелма IV, где је служио у кадетском пажевском корпусу. Поред њега је тамо било још Срба, од којих је познатији био Јован Белимарковић, будући српски генерал и један од намесника његовом унуку краљу Александру. У Прусији је до 1860. важило да само племићи могу бити официри. Према захтеву кнеза Милоша, одобрено је и ступање Ранка Алимпића у тај корпус пошто је он био друг Милошевог братанца.

## Војна служба у Прусији (1847—1850)
У војној школи у Берлину је брзо напредовао, а пратила га је репутација да се добро бори копљем, мачем, и да је добар јахач. Током првих година у касарни се сукобио са једним немачким племићем који се погрдно изразио према Србима. Милош му је одговорио да он није једнак по роду према братанцу кнеза Милоша, који се борио против Турака за ослобођење Србије, и да би једино прихватио опаску од неког који је од истог рода, а не нижег. У решавању сукоба је помогао и главни начелник касарне Фридрих Карл, млађи брат актуелног краља Прусије. Фридрих Карл и Милош су се спријатељили, па је он у складу с тим био често позиван у Фридрихов дом, а касније је и са осталим кадетима позван на свечани бал у краљевском дворцу. Његов отац Јеврем је замолио Данила Медаковића да прими Милоша код себе и да води рачуна о њему током образовања.
Те године је у Прусију дошао и руски цар Николај I, чија жена Александра је била рођена сестра Фридриху Вилхелму IV. Он је са пруским краљем посетио и војну школу у Берлину и поздравио кадете, а нарочито је поздравио Милоша уз речи да каже свом стрицу кнезу Милошу да треба да посети цара у Петербургу. Такође га је и пољубио у образ, чиме је Милошева важност прилично порасла. Цео овај призор је забележен у немачким новинама Vossische Zeitung у броју од 18. новембра 1847, а у Србији је ова прича објављена у Београдским новинама у уторак 28. маја 1918, за време аустроугарске окупације града. После догађаја са руским царем је Милош био све чешће зван у дворац, а присуствовао је и балу за Бадње вече 1847. када је Фридрих Карл, брат пруског краља, био верен.
Према једном извору, током Берлинског конгреса 1878. је Јован Ристић посетио и Фридриха Карла, који му је доста добре ствари причао о Милошу. Фридрих Карл је Ристићу рекао и да је Милош дао своју дотацију од пола милиона талира официрској сирочади после рата Прусије и Француске.
За време европских револуција 1848. је хтео да оде из Берлина, а нарочито кад је сазнао да је његов брат од стрица кнез Михаило отишао у Нови Сад. Кнез Милош му је рекао да остане где јесте, јер ни породица не зна шта да ради. Нешто касније је кнез Милош дошао у Берлин по њега, и заједно су обилазили места по Немачкој.
После обилажења Немачке кнез Милош је отишао за Петроград, а Милош Јевремов је отишао у Белгију где је провео шест месеци проучавајући оружја у Лијежу и Бриселу. После тога је отишао у Енглеску, где је провео целу зиму са братом од стрица Михаилом. На почетку пролећа 1849. је отишао у Француску, да би се у лето поново вратио у Берлин да оконча школовање. У чин официра је произведен 6. марта (22. фебруара) 1850, што је исти датум када је 32 године касније његов син Милан постао краљ Србије.
Официрску службу у Прусији је започео у 5. уланском пуку, а остало је забележено и да је врло брзо пошто је постао официр једно време провео у војном затвору. Према тој причи, Милош се није бријао у знак жалости према стрицу Јовану који је преминуо почетком године, што је наишло на критику главног команданта у Берлину генерал-маршала Врангела. После расправе да то није по обичајима пруске војске, Милош је једно време провео у затвору. После изласка из затвора је једно време био при артиљерији, да би касније био у генералштабу. Војну службу у Прусији је окончао крајем 1850, када га је краљ Фридрих Вилхелм IV позвао на аудијенцију где му је саопштио да је кнез Милош тражио да се он врати у Влашку код породице.

### Анегдота са кнезом Милошем
Милош Јевремов је благајнику његовог оца Ивану Вуковићу-Мркши лично пренео једну анегдоту у време када је са стрицем Милошем обилазио Немачку 1848. Те године се у Хамбургу окупило много немачких, француских, руских и енглеских принчева, владалаца и грофова, и сви су се у једној сали коцкали на велике улоге. Кнез Милош је једно време посматрао ситуацију, па је решио и да сам учествује. На једном рулету је уложио један сребрни талир, и по окончању кретње је изгубио. Када је благајник скупљао новац, који је већински био златан, наишао је и на тај сребрни талир, и бацио га је са гомиле на под уз коментар ђубре припада сметлару. Када су Милошу превели те речи, он се прилично наљутио, и пробио се до благајника, извадио велики кожни новчаник у коме је било пуно пара, и рекао му је да игра за све паре, што је после пребројавања износило 3,000 наполеона у злату. На крају обрта је Милош добио опкладу, одбио је једног од својих пратилаца да узме тај новац, преврнуо је сто са новцем на њему наопако, и рекао је: Одвојте оном ђубретару колико му је доста за конопац, а остало носите православној цркви. Истог дана су оба Милоша са пратњом напустила Хамбург и Висбаден. Ова анегдота је убележена и у збирци старих записа Михаила Барловца.

## Боравак у Румунији (1851—1859)
У Влашкој се код родитеља вратио на Велики четвртак 1851, после чега су отишли код кнеза Милоша да проведу Ускрс. Са кнезом Михаилом се упознао са румунским племством и аристократама, а напослетку и са владајућим кнезом Влашке Барбуом Штирбејем. Кнез Штрибеј је био велики пријатељ кнеза Милоша, и поставио је млађег Милоша за ађутанта капетана на свом двору.

### Женидба и брак
Кнез Милош је намеравао да га ожени током његовог боравка у Влашкој, и у ту сврху га је послао код своје најстарије ћерке Петрије, која је била удата за српског племића у Банату Теодора Бајића. Она је за Милоша одабрала ћерку Петра Чарнојевића, жупана Тамишке жупаније, али је Милош већ раније заволео Марију Катарџи, чланицу румунске племиће породице Катарџи. Кнез Милош је лично познавао Ласкара Катарџија, вођу конзервативне странке у Влашкој и будућег премијера Румуније у више наврата, а Марија му је била братаница. Према једној причи Марија је посетила један племићки дом где је кнез Милош често ишао, и рекла му је да су он и његов братанац већ верени, и да она траћи од кнеза да га не шаље у Немачку, већ да се венча с њом. Кнез Милош је пристао, па је свадба одржана у Букурешту.
Кнез Милош је 1852. био позван од стране цара Николаја I да присуствује маневрима руске војске у јужној Русији, али је он и због старости и због могућности да се не замери неким другим европским владарима уместо себе послао свог братанца Милоша да тамо присуствује. Он је на Криму и у јужној Русији провео око 2 месеца. Те године му се родило прво дете, ћерка, којој су дали име Томанија. Није познато да ли је названа по његовој мајци. Томанија је преминула пред Божић 1853. године, а око годину дана касније, 22. (10) августа 1854. му се у Марашештију родио син Милан, будући кнез и краљ Србије. Кум на крштењу му је био кнез Милош, који му је дао име Милан по свом старијем брату по мајци војводи Милану Обреновићу. Наводно је том приликом изјавио: Имао сам брата и сина Милана, ево ми Бог даде унука. Нека му је име Милан. Он ће ми бити унук, син и брат. Милан је био први, а испоставиће се и једини унук кнеза Милоша и Јеврема Обреновића по строго мушкој брачној линији. Према једном извору, кнез Милош је толико био жељан мушког потомства да је, по рођењу малог Милана, дао сиротињи Букурешта 100 дуката, цркви Светог Михаила (Ставрополеос) је дао 50 цесарских дуката, житељима својих добара је по њиховој кући по 5 дуката, и платио је све дугове свог братанца Милоша, који су износили око 500 дуката.

### Писмо кнезу Милошу из 1852. о дуговима
Негде око времена повратка у Влашку су започели његови финансијски проблеми. Милош Црњански је, радећи као новинар за дневни лист Време, током периода од 19. до 22. јула 1927. објавио неколико писама и прича везаних за млађег Милоша и његову породицу и тазбину. У чланку од 19. јула 1927. је објавио једно Милошево до тада необјављено писмо, које је он писао свом стрицу кнезу Милошу 20. децембра 1852. из Манасије у Румунији. Он у њему честита стрицу и породици предстојеће празнике, али је тражио и да он посредује између њега и његовог оца Јеврема, како би га одобровољио да му исплати дуговања које је направио.

### Боравак код цара Николаја I
Иван Вуковић-Мркша, некадашњи благајник Јеврема Обреновића и бивши српски државни чиновник, у својим белешкама је оставио податак да је Милош био са руским царем Николајем I када је он током Кримског рата прешао реку Прут код Скуљана. Он је код цара био крилни ађутант, и служио је код њега од 3. јула до 2. септембра 1853. На растанку му је цар дао два црна коња, златну дувањару са дијамантима, и неке поклоне за његовог стрица кнеза Милоша. Том приликом је био одликован и орденом Белог орла, и постао једна од спона између старог кнеза и Русије.

### Развод брака
Милош Црњански је у свом другом тексту у Времену везаном за ову тематику 20. јула 1927. објавио два до тада необјављена писма кнеза Милоша, које је он послао брату Јеврему 27. септембар 1854. из Одесе у Русији. У њему кнез Милош јавља да је примио Јевремово писмо, и да је чуо од његовог сина да је добио унука, који је био у добром стању. Поред исказане велике среће, поздравио је и породицу и рекао му да се постара за његово имање. Црњански је ту направио и дигресију, рекавши да се из тих писама види колико су биле депласиране сплетке које су се током страначких борби касније шириле против кнеза и краља Милана везане за његов идентитет и порекло. Конкретно, не спомиње се ни име Емил Разнован, ни то да му је прави отац кнез Александар Куза.
Нешто више од пола године касније су се појавиле прве писане назнаке да ће се Милош и Марија развести. У другом до тада необјављеном писму кнеза Милоша, које је Црњански објавио у истом чланку од 20. јула, стари кнез се најпре распитује за имање, а затим каже брату Јеврему је да је чуо да Марија хоће да напусти Милоша. Том је приликом напоменуо Јеврему да му је у пар наврата рекао да обрати његово старање и бригу отеческу, и да доведе једанпут тај предмет у свој поредак, и да никако не пропусти прилику да се са својим тастом споразуме. Додао му је и да одржи раније дато обећање да ће водити рачуна и на свог сина Милоша, а нарочито на малог Милана, и да гледа да не упадне у какав проћес, јербо, после тешко ће бити отрести га. На крају су се супружници развели, а Милан је остао да живи са мајком, која је убрзо после развода ступила у јавну ванбрачну везу са Александром Кузом. Око годину дана након његовог развода му је 20. (8) септембра 1856. у Марашештију са 66 година преминуо отац Јеврем. Природа разлога Милошевог и Маријиног развода ће, после његове смрти, бити изношена између његове породице и бивше тазбине.

### Могући кандидат за кнеза Румуније
После Кримског рата се у кнежевинама Влашкој и Молдавији јавила идеја о уједињењу у једну већу заједничку државу. Милош је то подржавао, и ту сврху је доста писао људима у скоро свим већим европским градовима попут Цариграда, Трнова, Видина, Београда и Пеште. Према чланку у Београдским новостима из 29. маја 1918, писаних за време аустроугарске окупације Београда, доказ за то су писма која је сачувао Иван Вуковић-Мркша, некадашњи благајник Јеврема Обреновића, и бивши српски државни чиновник. Кнез Михаило је такође подржавао тај покрет, а из Србије је то подржавао Илија Гарашанин, који је пар пута писао млађем Милошу. Вође народне странке у кнежевини Влашкој су разматрали да одаберу Милоша као кандидата за кнеза, у случају да се Влашка и Молдавија не договоре око заједничког кандидата. На крају је за кнеза уједињене Румуније одабран Александар Куза.

## Повратак и живот у Србији (1859—1860)

### Посета делегације из Србије кнезу Милошу
Нешто око Светоандрејске скупштине је делегација из Србије посетила тада 78-годишњег кнеза Милоша на једном његовом имању у Румунији. Код кнеза је био и његов братанац млађи Милош. Том приликом је депутација изјавила кнезу да желе да он опет дође на чело Србије, али су му поставили и неке услове. Док је он хтео да их прихвати, срећан што после око 20 година може поново да дође у Србију, млађи Милош је реаговао бурно, и љутито им је подвикнуо: Постављате услове као нож под грло! Кога ви претстављате? Чланови депутације су на то били затечени, и нашли су се у чуду. Тек кад је млађи Милош изашао, рекли су старијем Милошу да га не води у Србију са њим кад се буде враћао, пошто их подсећа на свог оца Јеврема, кога они никако нису трпели. У складу с тим, кнез Милош га и није повео са собом и сином Михаилом када је долазио у Србију. Тек нешто касније, када је у међувремену био и начет тешком болешћу, на позив брата од стрица Михаила се вратио у Београд.

### Долазак и рад у Србији
Тек нешто касније, када је у међувремену био и начет тешком болешћу, на позив брата од стрица Михаила се вратио у Београд. Током овог периода је повремено добијао нападе туберкулозе, а у паузама је радио на српској војсци. Кнез Михаило га је у име оца унапредио у полковника-кавалира, и након тога је он радио на образовању и преуређењу официрског кора. Према тврдњама савременика, негде у овом периоду је он осмислио план за освајање Ниша, који је његов син кнез Милан заједно са пуковником Ивановићем искористио за ослобођење Ниша од Турака 11. јануара 1878.

### Наводи о помирењу са женом
Милошева породица, на челу са мајком Томанијом и старијом сестром Анком, су за његову брачну несрећу и развод кривили његову бившу жену Марију и њено понашање. И сам Милош није био веран супруг, а Слободан Јовановић је у свом делу Влада Милана Обреновића, 1. књига написао да је он био познат као добар друг, трошаџија и расипник, да је варао жену као и она њега, и да је чак понекад залагао женин накит како би га потрошио на љубавнице. Забележио је и податак да је свом сину оставио једно презадужено имање у Румунији, за које је по пунолетству 1872. тадашњи кнез Србије морао да плаћа поједине дугове који су долазили чак из 1848.
Упркос томе, Црњански пише да је на основу писама до којих је дошао закључио да Милош никада није заборавио Марију и њену лепоту, и повремено јој је слао писма да жели да му се врати у Београд и да се помире, и да не би било срећнијег човека од њега када би се то десило. Из Маријиног писма кнезу Михаилу од 3. августа 1861. се види да је са мајком дошла у Београд нешто пре септембра 1860, и да је успела да се са бившим супругом договори о помирењу. По договору, требала је да одмах с пролећа 1861. дође у Београд код Милоша, и да би са 6-годишњим сином Миланом сви требало тамо да живе. Маријина мајка је, у писму свом унуку кнезу Милану од 18. априла 1872. писаном у Јашију, потврдила да је 1860. била са ћерком у Београду, и да је Милош био јако срећан што их види. Рекла је и да је чувала писма које је он писао Марији, и потврдила је да су се она и он помирили. Између осталих ствари је рекла и да је кнез Михаило предложио Марији да отпрати Милоша у Каиро како би тамо провео зиму.

### Смрт
Милош је од повратка у Србију добијао нападе туберкулозе, од којих је у пар наврата био практично прикован за кревет. У исто време се разболео и његов стриц кнез Милош, у то време владајући кнез Србије са око 82 године. Брат од стрица Михаило је покушао да их обојицу излечи, али није успевало. Обојица су у Србији ишли у Алексиначку бању, али се из ње нису вратили опорављени.
Од два Милоша је прво 26. (14) септембра 1860. преминуо кнез Милош, а млађи Милош је скоро сво време провео болестан, и живео је само око 40 дана дуже. У том стању је напунио 31 годину, пошто му је рођендан био 13. (1) новембра. Преминуо је 20. (8) новембра 1860. године на Аранђеловдан. Убрзо после смрти је сахрањен у манастиру Раковица. Постоје и наводи да је преминуо 1861. године, али је по већини доступних извора преминуо годину дана раније., укључујући и аустријске новине из Темишвара које су писане убрзо после његове смрти. Од осталих Обреновића, у манастиру Раковица је сахрањен и Теодор, најмлађи рођени брат кнеза Михаила који је живео од 9. јула (27. јуна) до децембра 1830.

## Постхумно

### Оставинска расправа и династички положај Обреновића
Према писању аустријског Temesvarer Zeitung-a (Темишварских новина), Милошевом смрћу је династија Обреновића бројчано била врло угрожена, пошто се у суштини свела само на кнеза Михаила и петогодишњег Милана. Поврх тога, кнез Михаило је у том тренутку био око 7 година у браку са кнегињом Јулијом, у коме до тада уопште није било деце. Михаило је имао ванбрачног сина Велимира, али он се није разматрао за потенцијалног престолонаследника управо из разлога што је ванбрачан. Према писању аустријске штампе из 1864, а касније и Правде у Краљевини Југославији из 1939, кнез Михаило је хтео да усвоји Петра Карађорђевића, чиме би и помирио две завађене династије, и спојио их у једну. Аустријска штампа је писала да се томе од великих сила једино противила Француска, која је хтела да се то питање уз поједина друга питања решавају на неком европском конгресу, а чланак у Правди није наводио то као разлог, већ је навео да су кнеза Михаила од те идеје одговорили између осталих Јован Мариновић и Илија Гарашанин. Михаило је на крају усвојио Милошевог сина Милана, и преузео је бригу о његовом васпитању.
С обзиром да је Милош преминуо релативно млад, није оставио тестамент, и у јавности су почеле расправе и међусобне оптужбе о томе ко је био заслужан за његову несрећу у браку, коме припада старатељство над шестогодишњим Миланом, али и о узроку презадужености једног његовог имања у Румунији. Слободан Јовановић је у првој књизи Влада Милана Обреновића навео да је Милош био добар друг и да је водио живот пун уживања, провода и расипништва, услед чега је његово имање у Румунији било под великим дуговима. Из те књиге се наслућује да је узрок дугова Милошев расипнички живот, али је 1927. у новинском чланку Времена наишла и друга теорија. Док је његова породица, на челу са мајком Томанијом и сестром Анком жестоко оптуживала његову бившу жену Марију, према писмима Марије и њене мајке, које је 21. јула 1927. у Времену објавио Милош Црњански, ситуација је потенцијално обрнута. Марија је 3. августа 1861. писала кнезу Михаилу, и навела је да она није ни била обавештена од стране његове мајке Томаније о томе да јој је муж умро, и да њихов син Милан не би ни носио црнину да то није сазнала од других. Додала је и да јој њена бивша свекрва стално пише да тражи Милана како би отишао у Београд да се тамо васпитава и одраста, али да она неће да јој га да јер ју је Томанија врло лоше примила када је 1860. долазила са мајком у Београд ради договора о измирењу. Пошто је закон предвиђао да Марија постане Миланов тутор и за дете и имовину, она је могла да се тако прогласи, и избегне непријатности са свекрвом, али није хтела ништа да чини док се не посаветује са кнезом Михаилом. У писму је и рекла да, пошто је Милош умро, она не жели да се раздваја од Милана и да га да Томанији која, иако га неизмерно воли, неће моћи да га правилно васпита као што би Марија као мајка могла, али да је вољна да направи уступак и да га остави на 8 дана код ње, а касније током године и на два месеца, под условом да Михаило може да јој гарантује безбедан одлазак без прављења потенцијалних сцена и неприлика.
Његов син Милан, који је у међувремену постао и кнез Србије, пар месеци пред пунолетство и преузимање пуне власти је од своје бабе по мајци 18. априла 1872. добио једно писмо из Јашија, у коме се она дотиче и питања презадужености имања његовог оца, и околности под којима су се његови отац и мајка договорили о помирењу 1860, и о питању старатељства над њим. Писмо је објављено у Времену у истом чланку као и писмо мајке кнеза Милана, а према речима Црњанског, написано је на француском уз упитно коришћење интерпункције, и без иједне тачке. У њему баба поручује Милану да је понашање његове мајке било беспрекорно док је била у браку са његовим оцем, а као доказ наводи и то да има код себе доста Милошевих писама које је писао Марији, у којима је моли да му се врати, и да не би било срећнијег човека од њега када би поново били заједно. Потврдила је да је заједно са својом ћерком дошла у Београд у лето 1860. да види тешко болесног Милоша. Том приликом је потврдила и да су се Милош и Марија договорили о помирењу, и да је кнез Михаило предложио да Марија оде са Милошем у Каиро, ради његовог лечења. Миланова баба је додала и да јој је његов отац дао папире за имање у Румунији, које је већ увелико упало у дугове, и тражио од ње да нађе доброг адвоката који би то довео у ред. За лоше стање имања је она окривила Миланову другу бабу, а мајку његовог оца Томанију, која је по њеним речима уништила то имање. Милошева ташта се по том писму сложила да то изведе, а када је Томанија за то сазнала почела је да плете интригу за интригом у тој мери да је Милош преклињао Марију и њену мајку да оду у Галац у Румунији, и да га ту чекају док он не дође по Марију ради пута у Египат. Према речима Милошеве таште, он је малог Милана оставио њој и бившој жени, и снажно их зарекао да, шта год се деси, Милана никако не остављају Томанији и старијој сестри Анки, јер их је он наводно сматрао најљућим непријатељима. Том приликом јој је рекао да је Анка била та која му је покварила брак, и која је заједно са бившим девером и тадашњим партнером Јанаћијем Германом у великој мери задужила Милошево имање у Румунији. Миланова баба је додала и то да је и кнез Михаило био упознат са ситуацијом, и да се сложио са тиме што је договорено између Милоша, његове породице и тазбине.

### Наводи да није отац краља Милана
Када је његов син Милан Обреновић дошао на чело Србије као кнез, у јавности су почеле да се шире приче да он уопште није његов син, а чак ни да се не зове Милан, већ да му је право име Емил Разнован. Такође се помињало и то да је Миланов отац неки румунски пуковник, или чак румунски кнез Александар Куза, са ким је његова мајка Марија ушла у јавну ванбрачну везу убрзо после развода од Милоша. Једну формулацију овога је написао и Стојан Протић у новинама Радикалне странка Самоуправи: Природа и неунакажена историја знају за три Обреновића владаоца. Али Србија, благодарећи Блазнавцу Миливоју и помало Јовану Ристићу, зна за пет.
Слободан Јовановић је у својој књизи Влада Милана Обреновића (1. књига) демантовао те наводе као неосноване, наводећи да Државни архив краљевине Србије има податке о васпитању младог Милана у Паризу, који су слати његовом стрицу кнезу Михаилу. Јовановић такође пише да се у Министарству иностраних послова међу документима Јована Мариновића налази писмо из 19. (7) августа 1863. које је послао Милановом васпитачу Хијету, у коме се наводи да му се кнез Михаило захваљује што је прихватио да васпитава Милана, и да му у то име сваког месеца стиже уплата од 1.000 динара за трошкове. Поред тога, 1927. је Милош Црњански као новинар Времена у три чланка од 19. до 21. јула објављивао писма Милоша Јевремовог, Марије Обреновић, њене мајке и кнеза Милоша у којима се новорођени син млађег Милоша и Марије ословљава искључиво као Милан, а не Емил, а Маријина мајка је Милану у писму од 1872. писала да се она беспрекорно понашала док је била удата за Милоша. Слободан Јовановић је, бавећи се тим питањем, додао да је Милан по многим својим особинама чист Обреновић, а да се влашке црте његовог карактера објашњавају преко порекла његове мајке, а не преко Кузе.

## Одликовања
Руска Империја:
- Орден Белог орла — уручио цар Николај I 2. септембра 1853.[1]

## Занимљивости
- Добио је име Милош по свом стрицу кнезу Милошу Обреновићу, пошто је био прво мушко дете које су имала његова рођена браћа Јован и Јеврем, после рано преминулог Јовановог сина Обрена.[6]
- Сматрало се да је био шесто дете и први син Јеврема Обреновића и Томаније Обреновић, међутим према делу Родослови српских династија које су писали Андрија Веселиновић и Радош Љушић, Милош је у ствари девето дете и други син.[5]
- Његов друг из војске у Прусији, Јован Белимарковић,[6] касније је био члан Намесништва за његовог унука краља Александра.
- По једном извору његови савременици тврде да је он разрадио план за освајање Ниша, који је његов син кнез Милан заједно са пуковником Ивановићем искористио за ослобођење Ниша од Турака 11. јануара 1878.[1]
- И он и син Милан су били ожењени женама из румунског племства, и касније су се разводили од њих.
- И он и стриц кнез Милош су се звали исто, и имали су сина по имену Милан који је владао Србијом.
- У чин официра у пруској војсци је произведен 6. марта (22. фебруара) 1850, што је исти датум када је 32 године касније његов син Милан постао краљ Србије.[9]
- Вође народне странке у Кнежевини Влашкој су разматрали да одаберу Милоша као кандидата за кнеза, у случају да се Влашка и Молдавија не договоре око заједничког кандидата.[3] На крају је за кнеза уједињене Румуније одабран Александар Куза.
- Слободан Јовановић је у свом делу Влада Милана Обреновића, 1. књига написао да је он био познат као добар друг, трошаџија и расипник, да је варао жену као и она њега, и да је чак понекад залагао женин накит како би га потрошио на љубавнице. Забележио је и податак да је свом сину оставио једно презадужено имање у Румунији, за које је по пунолетству 1872. тадашњи кнез Србије морао да плаћа поједине дугове који су долазили чак из 1848.[12] Из те књиге се наслућује да је узрок дугова Милошев расипнички живот, али је 1927. у новинском чланку Времена наишла и друга теорија, на основу писама његове бивше жене и таште која је објавио Милош Црњански. Милошева бивша ташта је у писму свом унуку кнезу Милану написала да је имање уништила његова тетка Анка заједно са бившим девером и партнером Јованом (Јанићијем) Германом, и њена мајка и Миланова друга баба Томанија Обреновић.[2]
- Постоји један мит по коме је његов син Милан биолошки отац Винстона Черчила, који је опет по другом миту биолошки отац Јосипа Броза Тита, што би значило да је Милош прави Черчилов деда, а Титов прадеда, и да су сви они чланови династије Обреновић. Док те приче јесу занимљиве, поготово пошто је краљ Милан био у краткој вези са Черчиловом мајком, са врло неупитном сигурношћу се може рећи да нису тачне.[16]

## Породично стабло
|  |                                             |  |  |  |  |  |  |  |  |  |  |  |  |  |  |  |
|  | 4. Теодор Михаиловић                        |  |  |  |  |  |  |  |  |  |  |  |  |  |  |  |
|  |                                             |  |  |  |  |  |  |  |  |  |  |  |  |  |  |  |
|  |                                             |  |  |  |  |  |  |  |  |  |  |  |  |  |  |  |
|  | 2. Јеврем Обреновић                         |  |  |  |  |  |  |  |  |  |  |  |  |  |  |  |
|  |                                             |  |  |  |  |  |  |  |  |  |  |  |  |  |  |  |
|  |                                             |  |  |  |  |  |  |  |  |  |  |  |  |  |  |  |
|  | 5. Баба Вишња                               |  |  |  |  |  |  |  |  |  |  |  |  |  |  |  |
|  |                                             |  |  |  |  |  |  |  |  |  |  |  |  |  |  |  |
|  |                                             |  |  |  |  |  |  |  |  |  |  |  |  |  |  |  |
|  | 1. Милош Обреновић (син Јеврема Обреновића) |  |  |  |  |  |  |  |  |  |  |  |  |  |  |  |
|  |                                             |  |  |  |  |  |  |  |  |  |  |  |  |  |  |  |
|  |                                             |  |  |  |  |  |  |  |  |  |  |  |  |  |  |  |
|  | 6. Анта Богићевић                           |  |  |  |  |  |  |  |  |  |  |  |  |  |  |  |
|  |                                             |  |  |  |  |  |  |  |  |  |  |  |  |  |  |  |
|  |                                             |  |  |  |  |  |  |  |  |  |  |  |  |  |  |  |
|  | 3. Томанија Богићевић                       |  |  |  |  |  |  |  |  |  |  |  |  |  |  |  |
|  |                                             |  |  |  |  |  |  |  |  |  |  |  |  |  |  |  |
|  |                                             |  |  |  |  |  |  |  |  |  |  |  |  |  |  |  |

### У оквиру Јевремове и Томанијине гране Обреновића
- Јеврем и Томанија
  - Јелка
  - Симка
  - Анка
  - Јекатерина
  - Стана
  - Милош и Марија
    - Томанија
    - Краљ Милан и краљица Наталија
      - Краљ Александар и краљица Драга
      - Сергије (Сергеј)
      - (ванбрачни) Обрен (Ђорђе)
        - Стефан
          - Панта

## Породица

### Супружник
| име                  | слика | датум рођења | датум смрти   |
| -------------------- | ----- | ------------ | ------------- |
| Елена Марија Катарџи |       | 1831.        | 28. јун 1879. |

- брак разведен 1855.

### Деца
| име                | слика | датум рођења     | датум смрти                      | супружник         |
| ------------------ | ----- | ---------------- | -------------------------------- | ----------------- |
| Томанија Обреновић |       | 1852.            | крај децембра 1853/почетак 1854. | умрла у детињству |
| Краљ Милан         |       | 22. август 1854. | 11. фебруар 1901.                | Краљица Наталија  |

### Књиге
- Јовановић, Слободан (1934). „Глава VI - Крај намесничког режима”. Влада Милана Обреновића (1. књига). Београд: Геца Кон.
- Веселиновић, Андрија; Љушић, Радош (2002). „Јеврем Теодоровић Обреновић”. Родослови српских династија. Нови Сад: Платонеум.
- Стефановић Караџић, Вук (1910). Вукова преписка (5. књига). Београд: Државно издање.
- Радмила Гикић Петровић, Ликови у дневнику Анке Обреновић. 2007. стр. 60—61, 263—264, 266—267.. Дневник, Нови Сад
- Милан Јовановић Стојимировић, Силуете старог Београда. 2008. стр. 175—178.. Просвета, Београд
- Радош Љушић, Љубави српских владара и политичара. 2001. стр. 143—146.. Народна књига-Алфа, Београд. .

### Новине
- Црњански, Милош (19. јул 1927). „Трагедија Миланове мајке - Једно необјављено писмо Милановог оца”. Време. Београд. Приступљено 4. децембар 2023. „Вест на крајњој десној колони странице.”
- Црњански, Милош (20. јул 1927). „Трагедија Миланове мајке - Око колевке новорођенчета - Необјављена писма Милошева”. Време. Београд. Приступљено 4. децембар 2023. „Вест на крајњој десној колони странице.”
- Црњански, Милош (21. јул 1927). „Трагедија Миланове мајке - Како је умро Миланов отац”. Време. Београд. Приступљено 4. децембар 2023. „Вест на крајњој десној колони странице.”
- Петровић, Драгослав Р. (17. септембар 1939). „Из прошлости: Милош, отац краља Милана Обреновића”. Правда. Београд. Приступљено 4. децембар 2023. „Вест на левој колони”
- „Милош Јевр. Обреновић”. Београдске новине. Београд. 28. мај 1918. Приступљено 4. децембар 2023. „Трећа страна, вест почиње при дну крајње леве колоне.”
- „Милош Јевр. Обреновић (свршетак)”. Београдске новине. Београд. 29. мај 1918. Приступљено 4. децембар 2023. „Крајње две десне колоне на другој страни, и крајња лева страна колоне на трећој страници.”
- „Уз нашу слику на првој страни”. Полицијски гласник. Београд. 17. октобар 1898. Приступљено 7. децембар 2023. „Вест на десној колони.”
- „Разне белешке - Данило Медаковић”. Застава. Нови Сад. 15. новембар 1881. Приступљено 7. децембар 2023. „Вест на крајње десној колони.”